# Feuerwehr Saarbrücken
Die Feuerwehr Saarbrücken ist Teil des Amtes für Brand- und Bevölkerungsschutz der Landeshauptstadt Saarbrücken. Sie gliedert sich in eine Berufsfeuerwehr und eine Freiwillige Feuerwehr, die vielfältige Aufgaben wahrnehmen und die über nahezu 1.000 Einsatzkräfte verfügen.

## Berufsfeuerwehr
Die Berufsfeuerwehr mit ihren 200 Beamten ist auf zwei Wachen im Saarbrücker Stadtgebiet verteilt. Dabei sind die Standorte der Wachen so gewählt, dass jeder Punkt der Stadt binnen acht Minuten, im Bereich der Innenstadt in fünf Minuten, erreicht werden kann. Den Ausrückebereichen der Berufsfeuerwehr sind auch die Bezirke der Freiwilligen Feuerwehr zugeordnet.
Nachdem im Jahr 1909 aus dem Zusammenschluss der drei Städte Saarbrücken, St. Johann und Malstatt-Burbach die Stadt Saarbrücken gegründet wurde, entstand auch bald die Idee zur Gründung einer Berufsfeuerwehr. Am 6. Juni 1911 ging die ständig besetzte Wache in Betrieb. Sie befand sich zunächst in einem Dragoner-Stall. Ab 1915 versah eine Motorspritze ihren Dienst. 1918 wurde eine Nebenwache in der Waldstraße eröffnet. 1924 erhielt die Berufsfeuerwehr ihren ersten Personenkraftwagen. Während des Zweiten Weltkriegs im Jahr 1944 wurde die Unterkunft der Berufsfeuerwehr zerstört. Im Mai 1945 wurde eine neue ständig besetzte Feuerwache in Betrieb genommen. Am 3. Juni 1945 kamen die Berufsfeuerwehrleute wieder zurück und konnten den Feuerschutz wieder übernehmen.

### Feuerwache 1

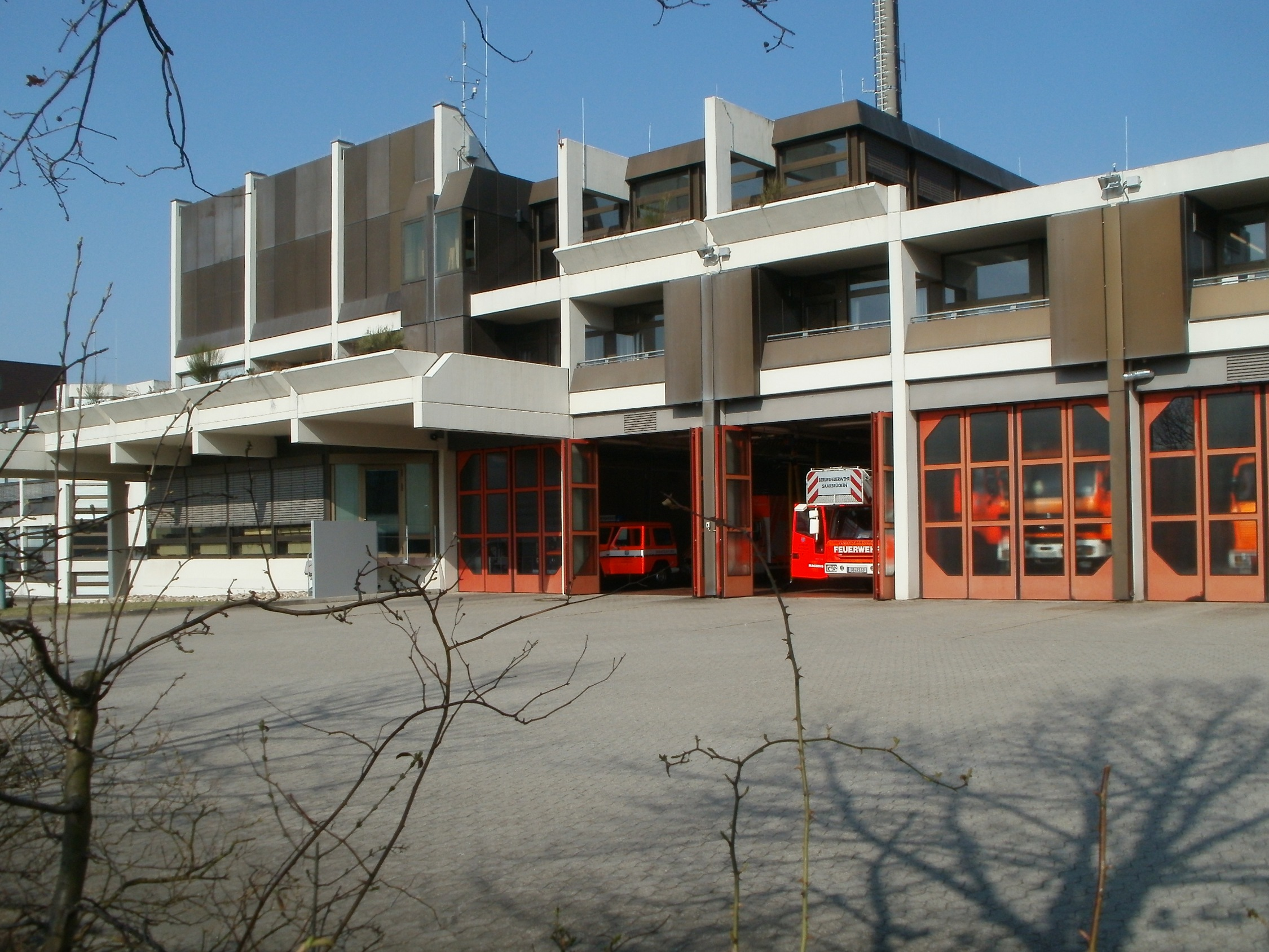
Feuerwache 1

Die im Jahr 1981 eröffnete Feuerwache 1 beherbergt neben dem Löschzug, dem Rettungsdienst, diversen Spezialfahrzeugen und Werkstätten auch die Haupteinsatzzentrale (HEZ). Die HEZ ist die Feuerwehr-Leitstelle für die etwa 330.000 Einwohner der Stadt Saarbrücken und des Regionalverbandes. Sie ist in diesen Kreisen für die Alarmierung und Führungsunterstützung der Feuerwehren sowie als Meldekopf der unteren Katastrophenschutzbehörde und weitere vielfältige Aufgaben für die Sicherheit verantwortlich.
Der Löschzug der Feuerwache 1 besteht aus einem Einsatzleitwagen 1 (ELW 1), einem Hilfeleistungslöschfahrzeug, einer Drehleiter (DLK 23-12) und einem Tanklöschfahrzeug (TLF 24/50).
Bei einem Notruf alarmiert die Haupteinsatzzentrale (HEZ) die in der Alarm- und Ausrückeordnung bestimmten Feuerwehreinheiten. Neben den beiden Löschzügen der Berufsfeuerwehr, denen jeweils Wachbezirke zugeordnet sind, werden je nach Größe des Einsatzes und Einsatzort Freiwillige Feuerwehren mitalarmiert. In Randbezirken rücken die ehrenamtlichen Kräfte grundsätzlich direkt mit aus, oder übernehmen Einsätze eigenständig.
Neben Brandbekämpfungsfahrzeugen verfügt die Wache über drei Rettungswagen (RTW), von denen zwei rund um die Uhr besetzt sind, der RTW 1133 ist ein so genannter Dualuse-RTW, was bedeutet, dass er sowohl als RTW als auch als Intensivtransportwagen (ITW) eingesetzt werden kann. Der RTW 1133 fährt von 07:15 bis 19:15 im 12-Stunden-Dienst. Bis November 2019 war auf der Feuerwache 1 auch ein Krankentransportwagen (KTW) stationiert. Das Notarzteinsatzfahrzeug (NEF) 1121 ist ebenfalls auf der Wache 1 stationiert und wird von einem Rettungsassistent oder Notfallsanitäter der Berufsfeuerwehr und einem Arzt des Klinikums Saarbrücken besetzt.

### Feuerwache 2
Die 1966 eröffnete Feuerwache 2 befindet sich im Stadtteil Burbach. Sie beherbergt neben dem Löschzug (HLF20, DL(A)K – 23-12, TLF24/50) und dem Rettungsdienst (RTW 1132) sowie einigen Spezialfahrzeugen (GW-Tier, GW-Werkstatt, GW-SRHT) auch einige Werkstätten (Schlauchwerkstatt, Medizinische Gerätewerkstatt). In unmittelbarer Nachbarschaft zur Feuerwache 2 befindet sich die Landesfeuerwehrschule des Saarlandes.

### Besonderheiten
Neben den herkömmlichen Aufgaben der Brandbekämpfung und technischen Hilfeleistung bewältigt die Berufsfeuerwehr auch spezielle Einsätze. Dazu verfügt sie über Spezialeinheiten für den Umweltschutz, die Höhenrettung und die Wasserrettung. Darüber hinaus ist die Feuerwehr aber auch in der Notfallrettung, im Intensivtransportdienst tätig.
Auf der Feuerwache 1 befindet sich auch ein Intensivtransportwagen (ITW), der saarlandweit für den Transport intensivpflichtiger Patienten zuständig ist, die eine Beatmung und/oder Behandlung mit Medikamenten über Perfusoren (z. B. Katecholamine) benötigen.
Speziell für Einsätze im Zusammenhang mit Tieren ist auf der Feuerwache 2 ein Gerätewagen-Tier stationiert, der für Tier-Notfälle im Stadtgebiet ausrückt.

## Freiwillige Feuerwehr
Die Freiwillige Feuerwehr ist in jedem der Saarbrücker Stadtteile aufgestellt. Zu ihr gehören etwa 750 Einsatzkräfte, darunter auch viele Frauen.
Die Freiwillige Feuerwehr Saarbrücken gliedert sich in 17 Löschbezirke (LB), die von 11 bis 27 durchnummeriert sind. Die Löschbezirke sind in drei Löschabschnitten – Ost, Mitte, West – zusammengefasst. Eine Ausnahme bildet der Löschbezirk 18 (Dudweiler). Aus historischen Gründen gehört dieser mit seinen drei Feuerwehrhäusern keinem der drei Löschabschnitte an. Die Freiwilligen Feuerwehren werden zu Einsätzen in ihren Stadtteilen alarmiert, wobei sie je nach Einsatzlage von der Berufsfeuerwehr unterstützt werden. Die vier Löschbezirken der Kernstadt (Innenstadt) halten eine Bereitschaft für Paralleleinsätze aufrecht, falls die beiden Berufsfeuerwehrwachen bei Einsätzen gebunden sind.

### Löschbezirke
Löschabschnitt Mitte:
- LB 11 Alt-Saarbrücken, 1868 gegründet. Eine Sonderaufgabe des LB 11 ist die Unterstützung der Technischen Einsatzleitung TEL.
- LB 12 Malstatt-Burbach. Die Spezialgebiete des LB 12 umfassen die Stromversorgung, Beleuchtung, Waldbrandbekämpfung und Technische Hilfeleistung.
- LB 13 St. Johann, besteht seit 1862. Als SEG-Feuerwehr ist der Löschbezirk Sankt Johann von ihrem 1975 bezogenen Feuerwehrhaus in der Fichtestraße.
- LB 14 St Arnual. Die Spezialaufgabe des Löschbezirks St. Arnual ist die Logistik und Versorgung.

Löschabschnitt West:
- LB 15 Gersweiler; Gründung 1921. Neben den Standardfahrzeugen ist der LB 15 mit einem Schlauchwagen und einem LF 16-TS ausgestattet und damit für die Wasserförderung über lange Strecken ausgerüstet.
- LB 16 Klarenthal, gegründet 1925. Der LB 16 befindet sich im äußersten Westen der Stadt Saarbrücken. Als Stützpunktfeuerwehr technische Hilfe verfügt der Löschbezirk über ein LF 10/6-TH.
- LB 17 Altenkessel. Die Freiwillige Feuerwehr Altenkessel wurde 1889 gegründet.

Löschbezirk Dudweiler:
- LB 18 Dudweiler, gegründet 1869; der Löschbezirk der ehemaligen Stadt

Dudweiler nimmt eine Sonderstellung innerhalb der Freiwilligen Feuerwehr Saarbrücken ein. Zum Löschbezirk Dudweiler gehören neben dem Feuerwehrhaus Dudweiler-Mitte noch die Feuerwehrhäuser Herrensohr und Jägersfreude. Der Löschbezirk hat als Sonderaufgabe im Bereich „Mitte“ die Technische Hilfeleistung, im Bereich „Herrensohr/Jägersfreude“ die Wasserversorgung und Waldbrandbekämpfung. Abweichend vom Fahrzeugkonzept ist der Löschbezirk mit einem LF 24 TH, einer DLK 23-12 n.B., einem TLF 16/25, einem Dekon-LKW P sowie für die Wasserförderung und Waldbrandbekämpfung mit einem TLF 16/24-Tr, einem LF 20 KatS, einem GW-L als Schlauchwagen, sowie einem TSF ausgestattet.
Löschabschnitt Ost:
- LB 19 Scheidt
- LB 20 Schafbrücke, gehört wie LB 12 und LB 22 zur SEG
- LB 21 Bischmisheim, gegründet 1908. Seit 1985 verfügt der Löschbezirk über eine Jugendfeuerwehr und seit 2009 über eine CTIF-Wettkampfgruppe, die international auftritt.
- LB 22 Brebach
- LB 23 Güdingen, gegründet 1908 und zunächst der Bürgermeisterei Bischmisheim unterstellt.
- LB 24 Bübingen
- LB 25 Fechingen, der LB 25 ist spezialisiert auf Gefahrenabwehr und verfügt über ein spezielles Fahrzeug, den CBRN-Erkundungskraftwagen. Damit kommt für den LB 25 die Aufgabe Messen und Warnen zu.
- LB 26 Eschringen, gegründet 1876. Seit 1990 gibt es in Eschringen eine Jugendfeuerwehr.
- LB 27 Ensheim

## Fahrzeugkonzept
Das Fahrzeugkonzept der Feuerwehr Saarbrücken orientiert sich an den Risikopotentialen in den einzelnen Stadtteilen und damit in den Löschbezirken.
Die Berufsfeuerwehr verfügt über den üblichen Fahrzeugpark einer modernen Großstadtfeuerwehr. Die Fahrzeuge für die tägliche Gefahrenabwehr werden ergänzt durch diverse Abrollbehälter für weitreichende und große Einsatzlagen in der technischen Hilfeleistung, beim Brandschutz, im Bereich der gefährlichen Stoffe und im Bereich der Einsatzleitung.
Für Löschbezirke mit durchschnittlichem Gefahrenpotential ist ein LF 10/6 und ein MTF bzw., je nach Wahl des Löschbezirkes ein GW-M vorgesehen. Der GW-M („Gerätewagen Mannschaft“) ist ein Fahrzeug mit einer Kabine für die Mannschaft und ein Pritschenaufbau für Gerätschaften. In Löschbezirken mit erhöhtem Gefahrenpotential ist ein HLF vorgesehen.
Weitere Spezialfahrzeuge werden in Löschbezirken mit Stützpunktfunktion stationiert, die eine der folgenden Spezialaufgaben übernehmen:
- Beleuchtung
- Dekontamination
- Logistik und Versorgung
- Massenanfall von Verletzten
- Technische Einsatzleitung
- Technische Hilfe
- Waldbrandbekämpfung
- Warnen und Messen
- Wasserversorgung